# Součinkovanje zdravil z grenivkinim sokom
Součinkovanje zdravil z grenivkinim sokom je posledica vsebnosti furanokumarinov v grenivki, ki zavirajo ključne encime, zlasti citokrom P450 3A4 (CYP3A4), odgovorne za presnovo nekaterih zdravilnih učinkovin. Pride lahko do oslabitve ali okrepitve želenega in neželenega delovanja takih učinkovin, in sicer odvisno od tega, ali oksidacija učinkovine preko CYP3A4 vodi do aktivnih (zmanjšanje učinka) ali neaktivnih presnovkov (zvečanje učinka).

## Zgodovina
Učinek grenivkinega soka na učinkovanje nekaterih zdravil so odkrili leta 1989. Prva objava članka, ki je opisal součinkovanje grenivkinega soka sega v letu 1991, in sicer je bil objavljen v reviji Lancet. Šlo je za prvo objavljeno součinkovanje zdravilnih učinkovin s hrano.

## Mehanizem
Pri ljudeh je součinkovanje grenivkinega soka z zdravilnimi učinkovinami posledica reverzibilne in ireverzibilne inhibicije jetrnega in predvsem intestinalnega CYP3A4 z geraniloksi derivati furanokumarinov, predvsem z 6’, 7’-dihidroksibergamotinom (DHB), bergamotinom in z dimeroma furanokumarinov, GF-I-1 in GF-I-4. Furanokumarini so substrati za CYP450, nastali epoksid derivati furanokumarinov (epoksidi) pa se ireverzibilno vežejo z apoproteinom. Učinek soka nastopi po pol ure traja več kot 24 ur, tudi do tri dni. Pogosto uživanje značilno poveča površino pod krivuljo (AUC) in maksimalno koncentracijo (cmax) številnih učinkovin.
V manjši meri furanokumarini iz grenivke inhibirajo tudi CYP1A2, CYP2C9 in CYP2D6.
Ker furanokumarini grenivke zavirajo zlasti CYP3A4 v steni tankega črevesa, vplivajo samo na začetno pot razgradnje zdravila, na tako imenovano predsistemsko presnovo. Na nadaljnjo razgradnjo, npr. v hepatocitih v jetrih, izločanje v žolč ali v ledvice, grenivka nima vpliva. Zato lahko vpliv grenivke na vsrkavanje snovi pričakujemo predvsem pri tistih učinkovinah, ki se močno predsistemsko presnovijo.

## Učinkovine, ki součinkujejo z grenivkinim sokom
Učinkovine iz grenivkinega soka vplivajo na presnovo naslednjih zdravil:
- nekatera dravila za zniževanje koncentracije holesterola iz skupine statinov (atorvastatin,[8] lovastatin, simvastatin[9] ...)
  - na nekatere statine grenivkin sok ne vpliva (pravastatin,[8] fluvastatin in rosuvastatin[9])
- antihistaminiki (feksofenadin in drugi)
- zaviralci kalcijevih kanalčkov (na primer nifedipin, verapamil in podobna zdravila)
- zdravila za pomirjanje (anksiolitiki in uspavala – diazepam, alprazolam, midazolam)
- zdravila proti epilepsiji (karbamazepin),
- zdravila, ki zavirajo imunski odgovor organizma (ciklosporin, takrolimus, sirolimus)
- zdravila za zdravljenje erektilnih motenj (sildenafil, tadalafil in vardenafil[9][10])
- zdravila proti depresiji,
- kortikosteroidna protivnetna zdravila
- hormoni
- nekatera zdravila, ki delujejo proti HIV
- številna druga zdravila, ki se presnavljajo prek omenjenih encimov.